# Pseudocentema
Pseudocentema é um género de bicho-pau pertencentes à família Diapheromeridae.
Espécies:
- Pseudocentema bispinatum Chen & He, 2002
- Pseudocentema liui Ho, 2013